# Sergueï Gorodetski
Pour les articles homonymes, voir Gorodetski.
Sergueï Mitrofanovitch Gorodetski (en russe : Серге́й Митрофа́нович Городе́цкий), né le 5 janvier 1884 (17 janvier dans le calendrier grégorien) à Saint-Pétersbourg et mort le 7 juin 1967 à Obninsk, est un poète russe. Il est, avec Nikolaï Goumilev, le créateur de la Corporation des poètes (Цех поэтов).
Gorodestski se fait d'abord connaître sur la scène littéraire comme symboliste, se liant d'amitié avec Blok, Ivanov et Brioussov. Après cette brève période symboliste, Gorodetski s'associe avec des poètes plus jeunes, dont Goumilev, Akhmatova et Mandelstam, qui seront à l'origine du mouvement acméiste.
Par la suite, accueillant favorablement la révolution bolchévique, il fut connu comme poète soviétique.

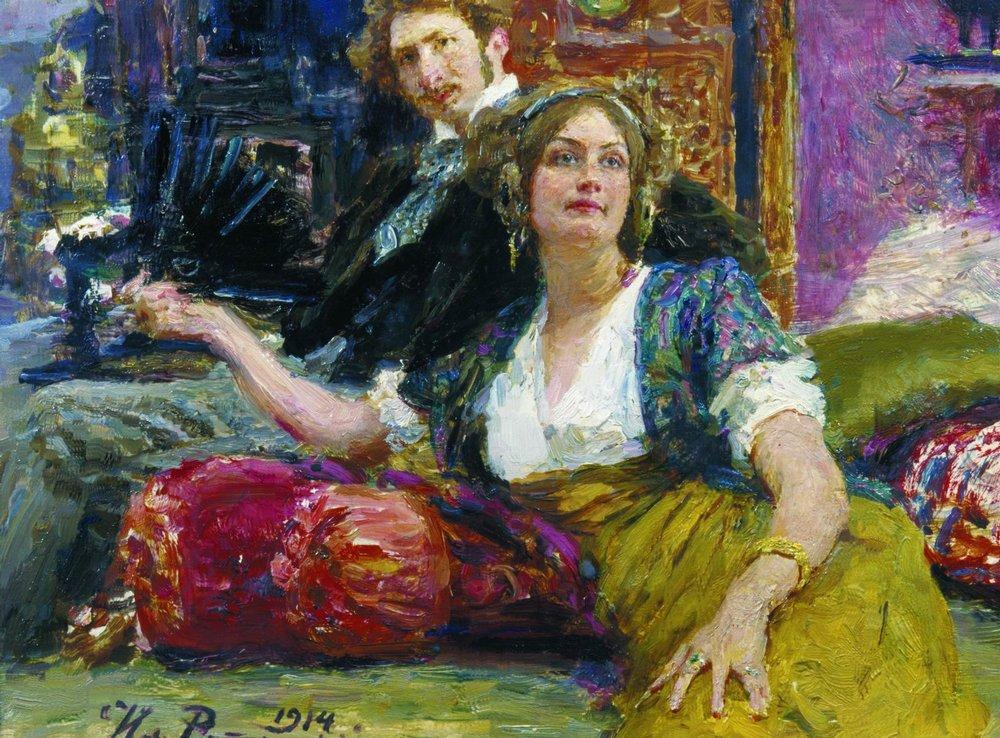
Sergueï Gorodetski et sa femme. Portrait par Ilia Repine (1914).

## Biographie
C'est le fils de l’écrivain Mitofan Ivanovitch Gorodetski. Il termine ses études en 1902 avec une médaille d'or du Lycée numéro 6 de Saint-Pétersbourg. Dans les années 1900, il étudie à la Faculté d'Histoire et de Philologie de l'Université d'État de Saint-Pétersbourg, au même moment qu'Alexandre Blok (qui ne terminera pas ses études). C'est à cette période qu'il se passionne pour la poésie. En 1905 il se met à fréquenter Les Mercredis d'Ivanov dans l'immeuble appelé « La Tour », rencontres littéraires organisées dans l'appartement du symboliste russe Viatcheslav Ivanovitch Ivanov. En 1906 et 1907 il publie les poèmes Le ravin, Péroun, La volonté sauvage, qui sont des créations d'inspiration symboliste avec une propension au folklore slave. En 1909 il est publié dans le journal L’éveil. Dans les années 1910, Gorodetski rompt avec le mouvement symboliste, et en 1912 il est l'un des fondateurs du groupe de la Corporation des poètes (avec notamment le poète Nikolaï Goumilev). En 1915 il fait partie de ceux que l'on surnomme les nouveaux poètes des campagnes (avec Sergueï Essénine, Sergueï Klitchkov, Nikolaï Kliouïev, et Aleksandre Chiriaevetz).
À partir de l'automne 1916 il se trouve sur le front du Caucase lors de la Première Guerre Mondiale, en tant que correspondant de guerre. Plus tard il travaille quelque temps comme infirmier dans le camp des malades atteints du typhus. Après la Révolution d'Octobre il publie le recueil de vers L'ange d’Arménie, ou il aborde partiellement le thème du génocide arménien. Il parle alors l’arménien, et son professeur est Amlik Ivanovitch Toumaniane, le fils du poète Toumaniane. A Bakou, Gorodetski travaille comme administrateur pour la section artistique de l'Agence télégraphique russe, puis travaille dans la direction politique de la flotte de la mer Caspienne.
En 1921 il s'installe a Moscou, publie beaucoup, traduit des poèmes - des différentes langues des peuples qui composent l'URSS, et aussi des poèmes étrangers. Jusqu'en 1924 il travaille comme nettoyeur au Théâtre Maïakovski, alors Théâtre de la Révolution, et il est rédacteur du journal L'art et le labeur, puis jusqu'en 1932 il est rédacteur dans la partie littéraire du journal Izvestia (Les Nouvelles). Dans les années 1930 il travaille beaucoup à l’écriture de plusieurs librettos pour des opéras, ce qui était une occupation littéraire sans danger pour l’époque des grandes purges staliniennes. Il traduit les librettos de l’opéra de Beethoven Fidelio, de Bodonosse de Cherubini, des Maîtres chanteurs de Nuremberg et Lohengrin de Wagner.
Il crée le libretto de l'un des premiers opéras sur un thème soviétique, La percée, sur une musique du compositeur Serguei Pototzki, l’opéra portant sur la guerre civile. Pour le compositeur Vladimir Michailovich Jurowski, il écrit le libretto de l’opéra Une pensée pour Opanass (1938), tiré du poème éponyme d'Edouard Bagritski. Il écrit une nouvelle version (populaire selon ses dires) de l’opéra de Mikhaïl Glinka, Une vie pour le tsar, et cette version reçoit le nom d’Ivan Soussanine.
Pendant la seconde guerre mondiale il est évacué vers l'Ouzbekistan et le Tadjikistan, et il traduit les poètes locaux.
En 1958 il publie son autobiographie, Ma route.

## Art poétique
Wolfgang Kasack écrit de lui :
« 
Dans l'expression lyrique de Gorodetski on peut reconnaître l'influence des symbolistes, et avant toute autre, l'influence de Viatcheslav Ivanovitch Ivanov, d'Alexandre Blok et de Constantin Balmont. On peut noter cette influence dans son évocation des thèmes de la mythologie des peuples de langue slave et des forces primitives qui se manifestent dans la nature. Après la prise de pouvoir des Bolcheviks, Gorodetski écrit des poèmes politiques, des textes de propagande durant la Seconde Guerre mondiale, des allocutions aux Poètes Prolétariens (en 1921), aux Congrès du Parti (en 1931 et 1958) et aux cosmonautes (1962), voire une cantate La chanson du Parti.
 »